# Кистохарри, Самуэль
Самуэль Кистохарри (фр. Samuel Kistohurry; род. 1 февраля 1995, Пессак, Франция) — французский боксёр-профессионал и любитель, выступающий в полулёгкой весовой категории. Выступает за сборную Франции по боксу, участник Олимпийских игр 2020 года, бронзовый призёр чемпионата мира (2021), бронзовый призёр чемпионата Европы (2024), многократный победитель и призёр международных и национальных турниров в любителях.

## Биография
Самуэль Кистохарри родился 1 февраля 1995 года в городе Пессак, в департаменте Жиронда, во Франции. И имеет маврикийское происхождение.

## Любительская карьера

### 2019 год
В июне 2019 года в Минске (Белоруссия) стал четвертьфиналистом Европейских игр в весовой категории до 56 кг, где в четвертьфинале по очкам (0:5) проиграл ирландцу Курту Уолкеру, — который в итоге стал чемпионом Европейских игр 2019 года.
В сентябре 2019 года, в Екатеринбурге (Россия) участвовал на чемпионате мира в весе до 57 кг, где он в 1/32 финала по очкам со счётом 2:3 проиграл колумбийскому боксёру Сейберу Авиле.

### Олимпийские игры 2020 года
Занял второе место на Европейском Олимпийском квалификационном турнире, только в финале соревнований по очкам (0:5) проиграв россиянину Альберту Батыргазиеву.
И в июле 2021 года стал участником Олимпийских игр в Токио, где в весовой категории до 57 кг, в 1/16 финала соревнований по очкам со счётом 2:3 проиграл американскому боксёру Дюку Рэгану, — который в итоге стал серебряным призёром Олимпиады-2020.

### Чемпионат мира 2021 года
В ноябре 2021 года, в Белграде (Сербия) стал бронзовым призёром чемпионата мира в весе до 57 кг, где он в полуфинале по очкам со счётом 0:5 проиграл американцу Джамалу Харви, — который в итоге стал чемпионом мира 2021 года.

### Чемпионат Европы 2024 года
В апреле 2024 года, в Белграде (Сербия) стал бронзовым призёром чемпионата Европы в весе до 57 кг, где он в полуфинале из-за травмы проиграл выступающему за Болгарию Хавьеру Ибаньесу.

## Профессиональная карьера
25 ноября 2016 года в Вильнав-д’Орнон (Франция) дебютировал на профессиональном ринге, в своём первом шести-раундовом бою по очкам победив ранее не битого армянина выступающего за Бельгию Герама Элояна (2-0).

## Статистика профессиональных боёв
В таблице перечислены результаты всех поединков боксёров.
В каждой строке указан результат поединка. Дополнительно номер поединка обозначен цветом, который обозначает итог поединка. Расшифровка обозначений и цветов представлена в нижеследующей таблице.
| Пример | Расшифровка                     |
| ------ | ------------------------------- |
|        | Победа                          |
|        | Ничья                           |
|        | Поражение                       |
|        | Планируемый поединок            |
|        | Поединок признан несостоявшимся |
| КО     | Нокаут                          |
| ТКО    | Технический нокаут              |
| PTS    | Решение судей (по очкам)        |
| UD     | Единогласное решение судей      |
| MD     | Решение большинства судей       |
| SD     | Раздельное решение судей        |
| RTD    | Отказ от продолжения боя        |
| DQ     | Дисквалификация                 |
| NC     | Поединок признан несостоявшимся |

| 3 поединка, 3 победы (0 нокаутом). | 3 поединка, 3 победы (0 нокаутом). | 3 поединка, 3 победы (0 нокаутом). | 3 поединка, 3 победы (0 нокаутом). | 3 поединка, 3 победы (0 нокаутом).                     | 3 поединка, 3 победы (0 нокаутом). | 3 поединка, 3 победы (0 нокаутом). |
| Бой                                | Рекорд                             | Дата боя                           | Соперник                           | Место проведения боя                                   | Раундов, время                     | Примечание                         |
| ---------------------------------- | ---------------------------------- | ---------------------------------- | ---------------------------------- | ------------------------------------------------------ | ---------------------------------- | ---------------------------------- |
| 3                                  | 3-0                                | 27 июля 2018                       | Софиан Белласене (9-14-3)          | Theatre du Tivoli, Ле-Канне, Приморские Альпы, Франция | UD 6 (6)                           | Счёт судей: 59-56 (трижды).        |
| 2                                  | 2-0                                | 10 ноября 2017                     | Джером Хэм Чхоуэнг (2-6-2)         | L'Espace d'Ornon, Вильнав-д’Орнон, Жиронда, Франция    | PTS 6 (6)                          |                                    |
| 1                                  | 1-0                                | 25 ноября 2016                     | Герам Элоян (2-0)                  | L'Espace d'Ornon, Вильнав-д’Орнон, Жиронда, Франция    | PTS 6 (6)                          | Дебют в профессионалах.            |